# Tiefenhülen
Tiefenhülen ist ein Ortsteil der Stadt Ehingen im Alb-Donau-Kreis in Baden-Württemberg. Der Weiler liegt circa eineinhalb Kilometer nördlich von Frankenhofen.

## Geschichte

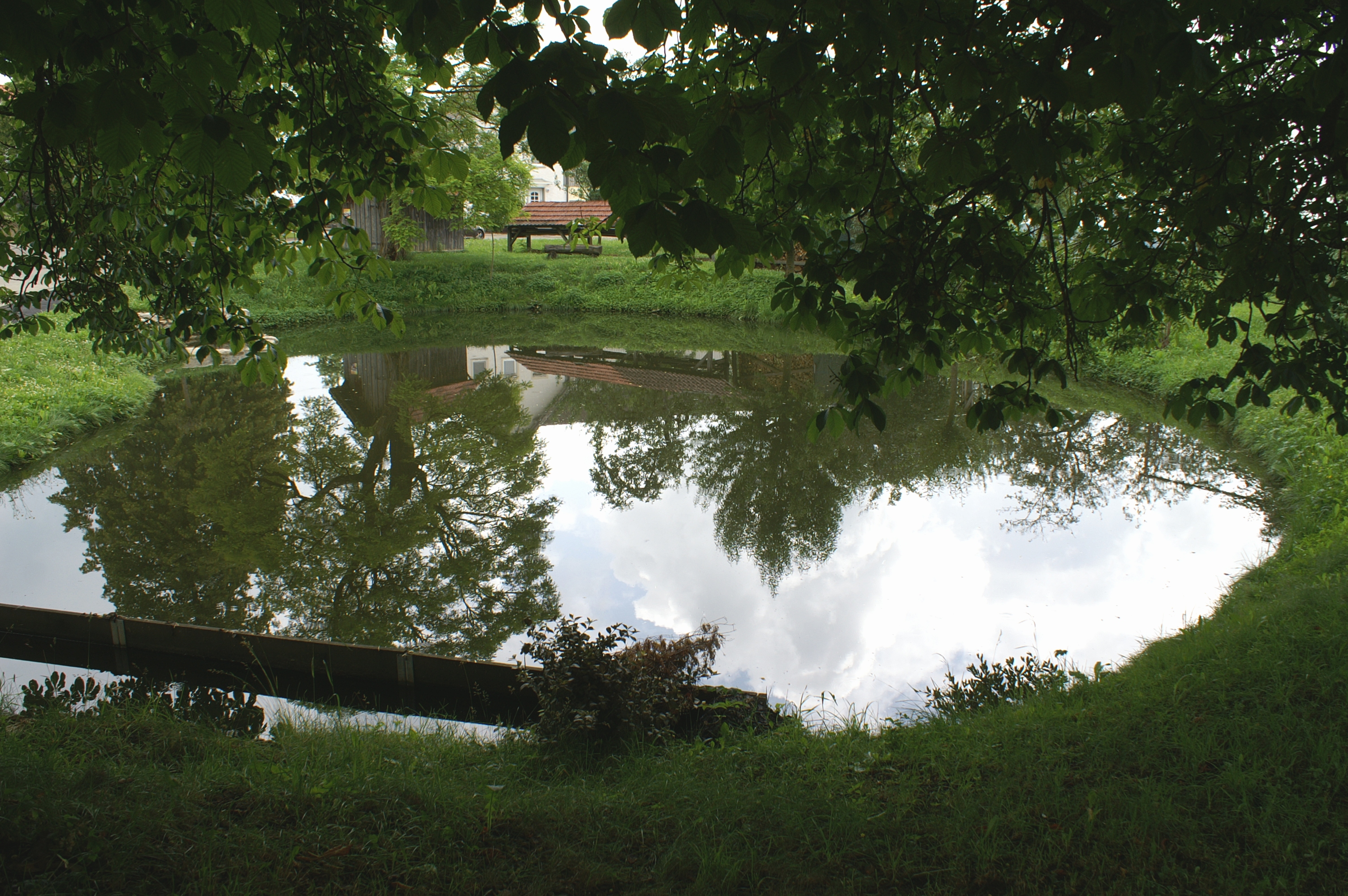
Hüle in Tiefenhülen

Tiefenhülen wird 1152 als „Tufenhuluwe“ erstmals überliefert. Hüle ist eine im Bereich der Schwäbischen Alb gebräuchliche Bezeichnung für die in dieser Region typischen Teiche.
Vermutlich wurde der Ort als hochmittelalterliche Ausbausiedlung angelegt. Der Meierhof ging vor 1152 von den Herren von Steußlingen an das Kloster Salem, das ihn zum Mittelpunkt seiner Besitzungen in der Gegend machte. Um 1220 hatten die Vogtei die Familie von Steußlingen und später wohl Württemberg. 
Im Jahr 1973 wurde Tiefenhülen mit Frankenhofen zu Ehingen eingegliedert.

## Sehenswürdigkeiten
- Spätgotische Kapelle, erneuert 1607